# Эспиналь, Луис
Луис Эспиналь Кампс (исп. Luís Espinal Camps, кат. Lluís Espinal i Camps, также известен под прозвищем «Лучо»; 2 февраля 1932, Сан-Фруйтос-де-Бажес, Бажес, Испания — 22 марта 1980, Ла-Пас, Боливия) — испанско-боливийский священник-иезуит, поэт, журналист, режиссёр, кинокритик, правозащитник и деятель рабочего движения, представитель теологии освобождения. Убитый ультраправым «эскадроном смерти» за свою гражданскую позицию и участие в социальной борьбе, отец Эспиналь ныне почитается в Боливии как национальный мученик.

## Биография

### Образование
Родившийся 2 февраля 1932 года в Сан-Фруйтос-де-Бажес (Каталония) Луис Эспиналь с детства хотел быть священником. Базовое богословское образование получал в семинарии Сан-Хосе в Рокетасе (Баш-Эбре) с 1944 по 1949 год. 17 августа 1949 года он присоединился к Обществу Иисуса в Веруэле (Сарагоса), где 15 августа 1951 года дал вечные обеты и приступил к изучению гуманитарных дисциплин и греко-римской классической литературы в частности (1951—1953). Он изучал философию в Сан-Кугат-дель-Вальес с 1953 по 1956 год, а затем получил степень по философии в Барселонском университете, защитив диссертацию «Антропология Лукреция». Параллельно Эспиналь преподавал собратьям-иезуитам древнегреческую литературу и латинскую поэзию. Затем он углубился в богословские исследования (1959—1963) на церковном факультете в Сан-Кугат-дель-Вальес, завершив их диссертацией по теологии и символике, и был рукоположен в священники в июле 1962 года в Барселоне. Затем он также получил степень в области кино и телевидения в итальянском Католическом университете Святого Сердца в Милане (1964—1965).

### Деятельность в Боливии
Вернувшись в Испанию, в течение короткого периода работал на телеканале TVE, однако его посвящённую социальной тематике программу под названием «Срочный вопрос» (Cuestión urgente) подвергали цензуре, и ему пришлось уволиться. В декабре 1967 года Эспиналь покинул страну в знак протеста против цензуры со стороны режима Франсиско Франко и в 1968 году отправился миссионером в Ла-Пас (Боливия).
В Боливии он жил рядом с шахтёрами, оказывая помощь их семьям и их независимому рабочему движению накануне ультраправой диктатуры Луиса Гарсии Месы. Отец Эспиналь выступал как защитник прав человека и соучредитель Постоянной ассамблеи по правам человека (APDHB). В штаб-квартире газеты Presencia он присоединился к голодовке, объявленной в декабре 1977 года на знаменитой шахте «Сигло-XX» профсоюзной деятельницей Домитилой Барриос де Чунгарой и выдвигавшей требования амнистии для высланных рабочих и оппозиционных лидеров. 19-дневная голодовка профсоюзных активистов и священнослужителей в январе 1978 года спровоцировала политический кризис, приведший к падению авторитарного режима Уго Бансера и проведению первых за дюжину лет выборов.
Помимо того, что он был священником и активистом, Эспиналь также известен как поэт, журналист и кинематографист. Получив гражданство Боливии в 1970 году, он стал одним из наиболее информированных критиков кино, телевидения и радио в стране. После своего телевизионного опыта в Испании он снимал аналогичную передачу в Боливии — En carne viva («Во плоти»). Она представляла собой серию 20-минутных документальных фильмов, выходивших с 1970 по 1971 год, пока Эспиналя не уволили с канала Televisión Boliviana (TVB) за интервью у партизана созданной Че Геварой «Армии национального освобождения». Он также сотрудничал в Radio Fides, готовя репортажи для радио, преподавал киноведение в Высшем университете Сан-Андреса и Католическом университете Боливии, входил в кинокомпанию Ukamu, выступал кинокритиком в газетах Presencia, Última hora и Aquí и написал десять книг о кино.

### Убийство
В конце марта 1980 года Эспиналь был зверски убит крайне правым «эскадроном смерти», находящимся в подчинении Министерства внутренних дел. 21 марта он был похищен после выхода из кинотеатра военизированными формированиями и подвергнут пыткам. Его связанное тело с кляпом во рту, изрешеченное пулями и носящее следы пыток, было обнаружено крестьянами на следующий день по дороге в Чакалтая. Примечательно, что в те же дни в Сальвадоре был убит архиепископ Оскар Арнульфо Ромеро — ещё один известный католический священнослужитель леводемократических взглядов, павший жертвой правых эскадронов смерти.
Некоторые источники считают, что непосредственным поводом к убийству Эспиналя были его разоблачения участия высших военных чинов в торговле кокаином и их связей с преступностью — военно-государственная верхушка намеревалась его убить, чтобы предотвратить публикацию материалов о системной коррупции в боливийской армии. Так, в качестве редактора еженедельника Aqui он собирался подать жалобу на коррупцию при покупке самолетов Lockheed C-130 Hercules — «откаты» составляли сумму в 0,7 миллиона долларов США на каждую единицу. Другие также указывают на его противостояние попыткам запретить показы документального фильма Хорхе Санхинеса «El coraje del pueblo» об устроенной военными в 1967 году бойне горняков в ночь Сан Хуана.
Убийство священника, который был также правозащитником, журналистом и деятелем культуры, вызвало шок в боливийском обществе. Однако оно оказалось лишь прологом к последующим убийствам 2258 человек, совершённым во время военного переворота 17 июля 1980 года против и. о. президента Лидии Гейлер Техады, готовившейся передать власть демократически избранному кандидату, и установившейся гарсиамесистской «военно-криминальной» диктатуры. Персональная ответственность за это, как и многие другие убийства (в том числе лидера социалистической партии и писателя Марсело Кироги), возлагается на полковника-наркоторговца Луиса Арсе Гомеса, после «кокаинового переворота» занявшего кресло министра внутренних дел при президентстве генерала Гарсиа Месы. Имя Эспиналя было в составленном Арсе Гомесом вместе с Гарсиа Месой ещё в январе 1980 года «чёрном списке» из 115 человек (левые политики и профсоюзные активисты, симпатизирующие им военные, журналисты, священники), подлежащих ликвидации после захвата власти. Установленный ими режим арестовал или выслал из страны, среди прочих, более 50 священников.
В 2015 году бывший полковник военно-воздушных сил Боливии Роберто Мелеан, отбывающий 30-летний срок за убийство преподавателя университета в 1980 году, назвал организаторами убийства двух других полковников — бывшего командующего ВВС Хайме Ниньо де Гусмана и Фредди Кирогу Реке, а исполнителями — четырёх человек, получивших за это от 200 до 700 тысяч долларов.

## Наследие
Порядка 70-80 тысяч человек участвовали в похоронной церемонии Эспиналя 24 марта, превратившейся в манифестацию против режима. Посмертно была издана его книга Oraciones a quemarropa (букв. «Молитвы в упор»), в которой были собраны поэтическая проза и молитвы отца Луиса Эспиналя. Общество Иисуса Каталонии учредило в его честь Фонд Луиса Эспиналя Кампса. Постоянная ассамблея по правам человека просит о его беатификации. Возглавляющий иезуитов Боливии Освальдо Чирвеш подтверждает, что если Лучо Эспиналь считается мучеником за веру, то его следует назвать Слугой Божьим, блаженным и затем святым.
В XXI веке президент Боливии Эво Моралес активно обращался к наследию левого священника-интернационалиста. При правительстве моралесовской партии «Движение к социализму» за вклад Эспиналя в кино и его правозащитную деятельность день его гибели был в 2007 году объявлен президентским декретом №29067 «Днём боливийского кино», который впредь отмечался 21 марта.
Однако фигура Эспиналя вызывает интерес и уважение в самых разных кругах. Так, автором вышедшей в 1982 году книги El cine boliviano según Luis Espinal («Боливийское кино по Луису Эспиналю») был боливийский историк и политик Карлос Меса, будущий политический оппонент Моралеса. Биографию Эспиналя в 1985 году издал боливийский писатель и журналист Альфонсо Гумусио Дагрон, также критик Моралеса (равно как и правой оппозиции ему). В 2007 году вышел посвящённый жизни Эспиналя документальный фильм режиссёра Нельсона Мартинеса Lucho: Gastar la vida por los demais.

### Визит Папы Франциска
В июле 2015 года папа римский Франциск совершил визит в Боливию, где встречался с представителями массовых движений, осудил эксцессы глобального капитализма и попросил у граждан страны «смиренного прощения» за преступления, совершенные Римско-католической церковью во время колонизации Америки. Отдельно понтифик посетил место, где был убит Эспиналь — что особенно символично, учитывая, что Франциск является первым латиноамериканцем и иезуитом в истории папства. Когда кортеж главы католической церкви остановился на том самом месте, где было найдено тело Эспиналя, папа пригласил всех сопровождавших его помолиться и «отдать дань памяти, вспомнить о брате, о нашем брате, который стал жертвой тех, кто не хотел, чтобы он боролся за свободу Боливии», ведь «отец Эспиналь проповедовал Евангелие, которое несет свободу и делает нас свободными».
В связи с этим визитом Эспиналь приобрёл посмертную международную известность как автор распятия, совмещающего крест с серпом и молотом, после того, как боливийский президент Эво Моралес вручил точную копию этой статуэтки папе Франциску (тот в ответ подарил репродукцию иконы «Salus Populi Romani» и экземпляры своей энциклики «Laudato si’» и Апостольского наставления «Evangelii gaudium» на испанском языке). Папу также наградили высшей государственной наградой Боливии — Орденом Кондора Анд — и учреждённым накануне боливийским парламентом Орденом за заслуги «Луис Эспиналь Кампс» (Франциск стал его первым кавалером). Названный в честь о. Эспиналя орден, вручаемый «гражданам, исповедующим религиозную веру и отличившимся в работе по защите бедных, маргинализованных и больных членов общества», также включает изображение этого распятия. Франциск преподнёс эти награды в дар Деве Марии Копакабанской, а подаренную статуэтку взял с собой в Ватикан.
Подарок Моралеса вызвал неоднозначную реакцию в католическом мире: одна часть приветствовала его как память о работе отца Эспиналя, у других «коммунистическое распятие» вызвало замешательство или отторжение. Представитель Ватикана Федерико Ломбарди заявил, что это распятие символизирует не конкретную идеологию, но открытый диалог разных общественно-политических сил и приверженность свободе и прогрессу Боливии. Впрочем, товарищ Эспиналя — Ксавье Альбо, также испанский иезуит, посвятивший свою жизнь Боливии, где жил среди простых крестьян и коренных народов — уточнил, что его собрат задумывал своё произведение, созданное в память о шахтёрской голодовке 1977—1978 годов, как символ того, что Церковь должна вести диалог с марксистами, крестьянами и шахтёрами. Министр связи Боливии Марианела Пако подтвердила, что «этот крест в виде серпа и молота имеет очень глубокий смысл, поскольку изготовлен руками революционера» — серп и молот символизируют союз церкви и «смиренных работников», которыми являются рабочие и крестьяне. Отрицая наличие политического подтекста в подарке, она подчёркивала, что он был преподнесён Франциску как «Папе бедняков». Сам папа Франциск в интервью журналистам заявил, что не был оскорблен подарком, и, хотя не знал о творчестве Луиса Эспиналя как скульптора и поэта, знаком с его идеями как представителя теологии освобождения, а также контекстом создания этого распятия, которое назвал примером христианского «протестного искусства»:
«О. Эспиналь был энтузиастом марксистского анализа действительности, а также богословия, использующего марксизм. Оттуда и происходит его произведение. Но это была его жизнь, его образ мыслей. Он был особенным человеком, очень одаренным, и он боролся, твердо веря, что делает благое дело».

## Фильмография
- Bartolomeo Colleoni (1966) — ассистент режиссёра и монтажёра[3]
- Noche iluminada (1966) — сценарист[3]
- Pistolas para la paz (1969) — режиссёр, сценарист[3]
- En carne viva (1970—1971; телевидение), выпуски: La Cárcel, La prostitución, La droga, La violencia, Inmigración, Hijos sin nombre, Educación sexual, Madre soltera, Alcoholismo, Sacerdotes obreros, Delincuencia juvenil, Inferioridad femenina
- Sangre en el Chaco (1974) — сценарист[3]
- Chuquiago (1977) — сценарист[13]
- Qué hacemos (1977) — сценарист[3]
- El embrujo de mi tierra (1978) — сценарист[3]
- La Guerra del Pacífico (1979) — сценарист[3]